# Karate (EP)
Karate è il primo EP della cantautrice britannica Anne-Marie, pubblicato il 10 luglio 2015 dalle etichette Major Tom's e Asylum Records. L'EP, così come i singoli, non è riuscito ad avere un impatto sulle classifiche dei record mondiali.

## Descrizione
L'EP incorpora un misto di generi tra R&B, electro-grime, elettronica e soul.

## Promozione
Karate, la title track dell'EP è stata pubblicata come primo singolo il 13 maggio 2015. Il video musicale è stato reso disponibile il 28 maggio 2015.
Il secondo singolo Gemini, è uscito il 24 giugno 2015, mentre il videoclip è stato pubblicato il 1º luglio 2015.

## Accoglienza
Pierre Bayet di High Clouds ha definito l'EP "brillante".

## Tracce
1. Karate – 3:25 (testo: Anne-Marie Nicholson, Laura Dockrill, Bradford Ellis – musica: Bradford Ellis)
2. Gemini – 3:31 (testo: Nicholson, Dockrill, Benjamin Ash – musica: Two Inch Punch)
3. Stole – 3:53 (testo: Nicholson, Dockrill, Josh Record – musica: Josh Record)
4. Stole (Chole Martini Remix) – 4:49 (testo: Nicholson, Dockrill, Record – musica: Record)

## Date di pubblicazione
| Regione | Data di uscita | Formato                          | Nota                 |
| ------- | -------------- | -------------------------------- | -------------------- |
| Mondo   | 10 luglio 2015 | CD, download digitale, streaming | [ 12 ] [ 13 ] [ 14 ] |